# Wojciech Obtułowicz

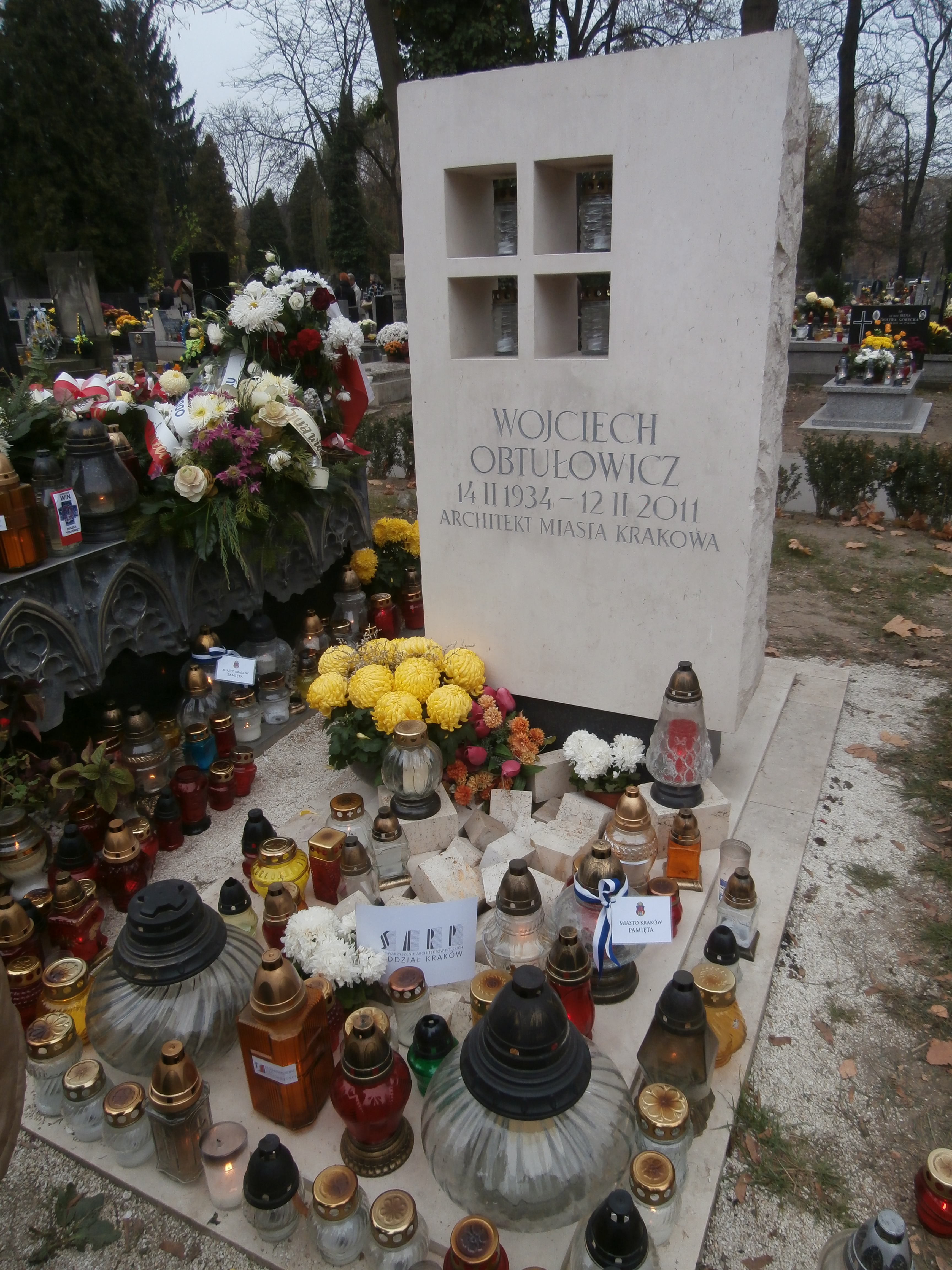
Grób Wojciecha Obtułowicza na Krakowskich Rakowicach

Wojciech Stanisław Obtułowicz (ur. 14 lutego 1934 w Krakowie, zm. 12 lutego 2011 w Krakowie) – polski architekt, polityk lokalny. 

## Życiorys
Absolwent Politechniki Krakowskiej, przez szereg lat pełnił funkcję głównego architekta miasta. W latach 1998–2002 radny miasta Krakowa z ramienia AWS, w 2002 kandydat na prezydenta Krakowa z ramienia SKL-RNP, wiceprzewodniczący struktur krakowskich tej partii w latach 2002–2003. 18 lutego 2011 został pochowany w alei zasłużonych na cmentarzu Rakowickim (kwatera: LXIXPASB, rząd: 1, miejsce: 11).

## Wybrane realizacje
- Kościół św. Jana Chrzciciela w Krakowie
- Pawilon Polski na wystawie światowej EXPO 2000 w Hanowerze
- Muzeum Powstania Warszawskiego w Warszawie
- Stadion Miejski w Krakowie
- „Zamkowa” – budynek mieszkalny, ul. Zamkowa 2a w Krakowie (wraz z Markiem Dunikowskim)
- Centrum Biurowe „Azbud” – pierwszy obiekt kompleksu biurowego w Krakowie przy Al. Pokoju 78[2]

## Wybrane nagrody i odznaczenia
- Krzyż Kawalerski Orderu Odrodzenia Polski – 2006[3]
- Złoty Krzyż Zasługi – 2003[4][5]
- Odznaka honorowa „Zasłużony dla Budownictwa i Przemysłu Materiałów Budowlanych” – 1986[5]
- Honorowa Nagroda SARP – 1998[5]
- Złota Odznaka SARP – 1985[5]
- Internationale Bauausstellung – 1983